# Giải vô địch bóng đá nữ U-17 châu Âu 2016
Giải vô địch bóng đá nữ U-17 châu Âu 2016 là Giải vô địch bóng đá nữ U-17 châu Âu thứ 9, diễn ra tại Belarus từ 4 tới 16 tháng 5 năm 2016.
Giải đóng vai trò là vòng loại khu vực châu Âu của Giải vô địch bóng đá nữ U-17 thế giới 2016 tại Jordan.

## Vòng loại
Có tất cả 47 đội tuyển thành viên của UEFA tham dự giải, trong đó Andorra lần đầu tiên góp mặt. Chủ nhà Belarus được đặc cách vào thẳng vòng chung kết, trong khi 46 đội còn lại tham gia các trận đấu vòng loại. Vòng loại diễn ra từ cuối năm 2015 tới đầu năm 2016.

### Các đội tham dự
Dưới đây là các đội tham dự vòng chung kết:
- Belarus (chủ nhà)
- Đức
- Tây Ban Nha
- Cộng hòa Séc
- Ý
- Na Uy
- Anh
- Serbia

## Địa điểm
Giải đấu được tổ chức tại năm địa điểm:
| Barysaw                    | Barysaw                    | Minsk                  |                      |
| -------------------------- | -------------------------- | ---------------------- | -------------------- |
| Borisov Arena              | Sân vận động Haradski      | Sân vận động Traktor   |                      |
| Sức chứa: 13.126           | Sức chứa: 5.402            | Sức chứa: 16.500       |                      |
|                            |                            |                        |                      |
| BarysawMinskSlutskZhodzina | BarysawMinskSlutskZhodzina | Slutsk                 | Zhodzina             |
| BarysawMinskSlutskZhodzina | BarysawMinskSlutskZhodzina | Sân vận động Thành phố | Sân vận động Torpedo |
| BarysawMinskSlutskZhodzina | BarysawMinskSlutskZhodzina | Sức chứa: 1.896        | Sức chứa: 6.524      |
| BarysawMinskSlutskZhodzina | BarysawMinskSlutskZhodzina |                        |                      |

## Vòng bảng

Các đội dự vòng chung kết và thành tích thi đấu

Giờ thi đấu là giờ địa phương (FET/UTC+3).

### Bảng A
| VT | Đội         | ST | T | H | B | BT | BB | HS  | Đ | Giành quyền tham dự     |
| -- | ----------- | -- | - | - | - | -- | -- | --- | - | ----------------------- |
| 1  | Anh         | 3  | 3 | 0 | 0 | 19 | 3  | +16 | 9 | Vòng đấu loại trực tiếp |
| 2  | Na Uy       | 3  | 2 | 0 | 1 | 5  | 3  | +2  | 6 | Vòng đấu loại trực tiếp |
| 3  | Serbia      | 3  | 1 | 0 | 2 | 6  | 6  | 0   | 3 |                         |
| 4  | Belarus (H) | 3  | 0 | 0 | 3 | 1  | 19 | −18 | 0 |                         |

| Belarus    | 1–5      | Serbia                                                              |
| ---------- | -------- | ------------------------------------------------------------------- |
| Zhitko 68' | Chi tiết | Poljak 7' · Agbaba 30' · Ivanović 48' · Filipović 57' · Burkert 79' |

| Anh                                  | 3–2      | Na Uy         |
| ------------------------------------ | -------- | ------------- |
| Charles 16' · Russo 36' · Filbey 69' | Chi tiết | Haug 59', 62' |

| Belarus | 0–12     | Anh |
| ------- | -------- | --- |
|         | Chi tiết | Toone 5', 38' · Filbey 7', 19' · Russo 15', 23' · Stanway 29' · Cain 71', 75' · Smith 74', 80+5' · Brazil 80+1' |

| Serbia | 0–1      | Na Uy      |
| ------ | -------- | ---------- |
|        | Chi tiết | Maanum 54' |

| Na Uy                | 2–0      | Belarus |
| -------------------- | -------- | ------- |
| Olsen 18' · Ruud 40' | Chi tiết |         |

| Serbia       | 1–4      | Anh                                                       |
| ------------ | -------- | --------------------------------------------------------- |
| Ivanović 40' | Chi tiết | Stanway 47' (ph.đ.) · Brazil 68' · Charles 71' · Cain 76' |

### Bảng B
| VT | Đội          | ST | T | H | B | BT | BB | HS | Đ | Giành quyền tham dự     |
| -- | ------------ | -- | - | - | - | -- | -- | -- | - | ----------------------- |
| 1  | Tây Ban Nha  | 3  | 2 | 1 | 0 | 6  | 3  | +3 | 7 | Vòng đấu loại trực tiếp |
| 2  | Đức          | 3  | 1 | 2 | 0 | 6  | 2  | +4 | 5 | Vòng đấu loại trực tiếp |
| 3  | Ý            | 3  | 0 | 2 | 1 | 1  | 3  | −2 | 2 |                         |
| 4  | Cộng hòa Séc | 3  | 0 | 1 | 2 | 0  | 5  | −5 | 1 |                         |

| Ý | 0–0      | Cộng hòa Séc |
| - | -------- | ------------ |
|   | Chi tiết |              |

| Đức           | 2–2      | Tây Ban Nha                       |
| ------------- | -------- | --------------------------------- |
| Bühl 44', 74' | Chi tiết | Rubio 43' · Kleinherne 45' (l.n.) |

| Ý | 0–0      | Đức |
| - | -------- | --- |
|   | Chi tiết |     |

| Cộng hòa Séc | 0–1      | Tây Ban Nha    |
| ------------ | -------- | -------------- |
|              | Chi tiết | L. Navarro 54' |

| Tây Ban Nha                      | 3–1      | Ý           |
| -------------------------------- | -------- | ----------- |
| Blanco 10' · L. Navarro 29', 58' | Chi tiết | Glionna 62' |

| Cộng hòa Séc | 0–4      | Đức                               |
| ------------ | -------- | --------------------------------- |
|              | Chi tiết | Ziegler 7', 22' · Müller 36', 51' |

## Vòng đấu loại trực tiếp
Trong vòng đấu loại trực tiếp, loạt sút luân lưu được sử dụng để giải quyết thắng thua (không đá hiệp phụ).
Trận tranh hạng ba là trận đấu quyết định tấm vé cuối cùng dự vòng chung kết Giải vô địch U-17 thế giới.
|  | Bán kết               | Bán kết |                      |       | Chung kết | Chung kết |
|  |                       |         |                      |       |           |           |
|  | 13 tháng 5 - Zhodzina |         |                      |       |           |           |
|  |                       |         |                      |       |           |           |
|  | Tây Ban Nha           | 4       |                      |       |           |           |
|  | Tây Ban Nha           | 4       | 16 tháng 5 - Barysaw |       |           |           |
|  | Na Uy                 | 0       |                      |       |           |           |
|  | Na Uy                 | 0       | Tây Ban Nha          | 0 (2) |           |           |
|  | 13 tháng 5 - Zhodzina |         | Tây Ban Nha          | 0 (2) |           |           |
|  |                       | Đức (p) | 0 (3)                |       |           |           |
|  | Anh                   | Đức (p) | 0 (3)                | 3     |           |           |
|  | Anh                   |         |                      | 3     |           |           |
|  | Đức                   | 4       |                      |       |           |           |
|  | Đức                   | 4       | Tranh hạng ba        |       |           |           |
|  |                       |         |                      |       |           |           |
|  | 16 tháng 5 - Minsk    |         |                      |       |           |           |
|  |                       |         |                      |       |           |           |
|  | Na Uy                 | 1       |                      |       |           |           |
|  | Na Uy                 | 1       |                      |       |           |           |
|  | Anh                   | 2       |                      |       |           |           |

### Bán kết
Đội thắng lọt vào vòng chung kết Giải vô địch U-17 thế giới.
| Tây Ban Nha                                     | 4–0      | Na Uy |
| ----------------------------------------------- | -------- | ----- |
| Rubio 48' · Na. Ramos 71' · L. Navarro 73', 76' | Chi tiết |       |

| Anh                         | 3–4      | Đức                                        |
| --------------------------- | -------- | ------------------------------------------ |
| Brazil 31' · Russo 42', 77' | Chi tiết | Ziegler 29', 70' · Bühl 41' · Pawollek 57' |

### Tranh hạng ba
Đội thắng lọt vào vòng chung kết Giải vô địch U-17 thế giới.
| Na Uy    | 1–2      | Anh             |
| -------- | -------- | --------------- |
| Haug 52' | Chi tiết | Charles 8', 57' |

### Chung kết
| Tây Ban Nha                                            | 0–0      | Đức                                       |
| ------------------------------------------------------ | -------- | ----------------------------------------- |
|                                                        | Chi tiết |                                           |
| Loạt sút luân lưu                                      |          |                                           |
| Rodríguez · Monente · Andújar · L. Navarro · Na. Ramos | 2–3      | Gwinn · Minge · Pawollek · Müller · Siems |

## Cầu thủ ghi bàn
5 bàn
- Alessia Russo
- Lorena Navarro

4 bàn
- Niamh Charles
- Vanessa Ziegler

3 bàn
- Ellie Brazil
- Hannah Cain
- Anna Filbey
- Klara Bühl
- Sophie Haug

2 bàn
- Grace Smith
- Georgia Stanway
- Ella Ann Toone
- Marie Müller
- Miljana Ivanović
- Silvia Rubio

1 bàn
- Karolina Zhitko
- Tanja Pawollek
- Frida Maanum
- Ingrid Olsen
- Emilia Ruud
- Jovana Agbaba
- Teodora Burkert
- Tijana Filipović
- Allegra Poljak
- María Blanco
- Natalia Ramos
- Benedetta Glionna

Phản lưới nhà
- Sophia Kleinherne (gặp Tây Ban Nha)

Nguồn: UEFA.com